# Igelpolsterheide
Igelpolsterheide oder Dornpolsterformationen bezeichnet Pflanzengesellschaften in den semiariden Gebirgen der warmen Subtropen. In der Subalpinen Vegetationsstufe bilden sie eine eigene Höhenstufe, die nach dem Dorntragant (Astragalus tragacantha) als Tragacanth-Stufe bezeichnet wird. An und für sich handelt es sich dabei um Pflanzengesellschaften der Phrygana bzw. Garigue. Der Unterschied zu diesen Pflanzengesellschaften besteht darin, dass sich Igelpolsterheiden meist in Höhenlagen zwischen 1400 und 2000 m über dem Meer finden. Allerdings wird der Begriff häufig nicht präzise angewandt und bezeichnet dann Phrygana, die sich durch besonders stachelige Pflanzen auszeichnet.

## Verbreitung
Igelpolsterheiden finden sich im Atlas, der Sierra Nevada, auf Sizilien, auf Kreta – vor allem in den Lefka Ori und der Nida-Hochebene aber auch in niedrigeren Lagen der Ostküste Kretas –, in Anatolien sowie im Libanon und im iranischen Elburs-Gebirge.

## Pflanzenarten
Die Pflanzengesellschaft zeichnet sich dadurch aus, dass verschiedene Pflanzenorgane zu Dornen umgebildet sind und sich die Triebe in gleichbleibenden Abständen vom Zentrum aus entwickeln, so dass halbkugelförmige Büsche entstehen.
Charakteristische Arten sind neben der schon erwähnten:
| - Astragalus idaeus - Kaffeewicke (Astragalus boeticus) - Astragalus friederikeanus - Acantholimon - Igelginster (Erinacea anthyllis) | - Gewöhnliches Knäuelgras (Dactylis glomerata subsp. rigida (Boiss. & Heldr.) Hayek) | - Dorniges Hasenohr (Bupleurum spinosum) - Dorniges Steinkraut (Ptilotrichum spinosum) - Stechendes Sandkraut (Arenaria pungens) - Dornige Wolfsmilch (Euphorbium spinosa) - Dornbusch-Wolfsmilch (Euphorbium acanthothamnos) | - Abschreckende Flockenblume (Centaurea horrida) - Dornige Flockenblume (Centaurea spinosa) - Polsterstechnelke (Acantholimon glumaceum) |

In Lebensgemeinschaft mit diesen Pflanzen leben speziell angepasste Insekten wie der Schmetterling Colias sagartia.